# Edgar de Rochecouste
Edgar de Rochecouste aussi appelé Charles Edgard de Rochecouste et Marquis de Rochecouste est un propriétaire sucrier et collectionneur d'art né le 29 février 1844 à Grand Port et mort le 6 juillet 1929 à Chambourcy.
Edgar de Rochecouste a fait don au Mauritius Institute d'une collection de 40 tableaux, dont quelques chefs-d'œuvre impressionnistes,. 